# Via Ippodromo (San Siro, Milan)
Via Ippodromo, est une rue de la banlieue de Milan, située dans la partie ouest de la ville, appartenant au municipio 7 dans le quartier San Siro. Auparavant, la zone était composée de terres agricoles appartenant aux Corpi Santi et a été annexée à la ville de Milan en 1873.
La zone de via Ippodromo est caractérisée par une forte criminalité et par la présence de gangs de jeunes, inspirés de la musique Rap, qui se livrent à des échanges de coups de feu,.

## Description
Via Ippodromo est une longue rue non éclairée, qui n'a aucune intersection sans magasins ni activités commerciales ou bars.
Le quartier de Via Ippodromo confine au nord avec Lampugnano et Quarto Oggiaro et au sud avec Quarto Cagnino.
Via Ippodromo c'est partie de un Quartier de banlieue de Milan il est multiethnique avec une majorité musulmane et s'est fait connaître dans les médias par ses peurs, certains trap grâce aux récits de la vie du quartier ont acquis une notoriété.
Dans les années 1980 le boom immobilier avec une forte spéculation voit la construction de villas pour les footballeurs qui fréquententd le stade voisin, qui a ensuite quitté la banlieue, puis le quartier se transforme progressivement en en Banlieue sur le modèle de Paris, surtout à partir du début des années 2000 avec le phénomène migratoire d'Afrique et d'Amérique du Sud.
« Le ghetto de San Siro, avec ses 12 000 habitants, dont près de la moitié sont des étrangers. San Siro représente une réalité traversée par de profondes lacérations humaines et par une structure sociale sérieusement compromise, effilochée et maintenant excessivement fragmentée par des phénomènes croissants de pauvreté et de dégradation ». « Nombreux sont les habitants qui associent leur quartier à un territoire indépendant avec une frontière claire et tangible, à la fois physique et sociale ».